# 舉牌小人

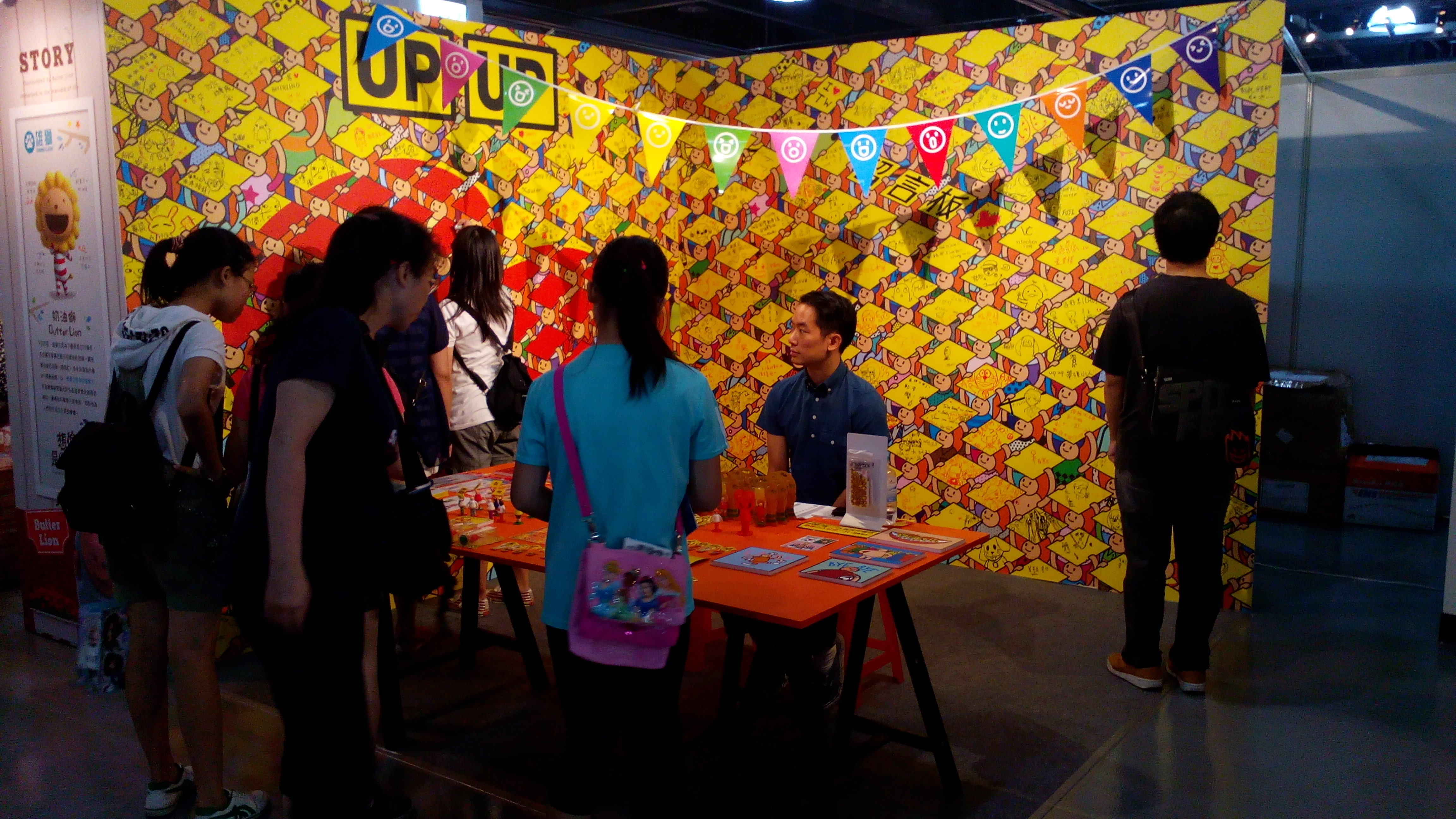
2014年桃園國際動漫大展「舉牌小人」攤位，身穿深藍襯衫的攤位負責人，即為「舉牌小人」推手李翰。

舉牌小人是由台灣插畫家李翰旗下的翰你設計，與嘖室股份有限公司旗下的集資平台「嘖嘖」，於2013年聯名推出的網頁應用程式，將使用者想要表達的訊息，以舉牌文字陣列的方式形成圖片，由於支援多國語言，加上文字可隨使用者任意變化的緣故，因此引發網路爆紅效應。

## 創意緣起
「舉牌小人」設計之本意，源自於棒球比賽中，球迷手持各式各樣的加油標語；由於這個靈感被設計者李翰當作是一個正向力量的象徵，因此李翰便以「小人舉字」的概念，先行將此創意用於臺灣反核運動，後來在2013年5月31日，「舉牌小人」網頁程式正式上線。

## 後續效應

### 真人仿效
2013年台北國際電腦展，台灣蘋果日報仿效了原版舉牌小人的網頁程式，以辣妹舉牌的合成照片，作為對該屆展覽的餞別。
此外，當地服飾業者曾以真人舉牌的方式，直接現場做活廣告，但因當時的天候過於炎熱而小致負評。
後來在台中市的草悟道綠圈圈夏日藝術祭，則是透過實體舉牌小人雕塑的設計，讓民眾可以自備喜好的板子，與舉牌小人合照。

### 著作權爭議
2013年7月12日，教育部紫錐花運動在台灣的平面媒體，刊載啦啦隊秀出「我的青春不拉K」字卡的創意廣告，隔天便遭舉牌小人設計者李翰質疑教育部之作法是「公然抄襲」的帶頭錯誤示範。
然而，此事爆發後，學界對於此事件有不同的看法；大葉大學章忠信教授，則是以「誰可以UPUP舉牌？」評論文，認定舉牌小人的「概念」不能當作是「原創」；而台灣藝術大學廣播電視系賴祥蔚教授，則是認為教育部的作法雖非抄襲，但沒有向「舉牌小人」原設計師先打招呼的部分可能失禮。

### 捷運互動裝置的正反效益
台北市政府在2014年5月推出的「好運台北」系列活動，是以不同的創意裝置，在特色捷運站進行展示，當中，「舉牌小人」則是在忠孝復興站以「互動看板」的方式，透過旅客的留言，讓旅客行經此創意裝置時，能看見相關的留言訊息。
由於當時適逢鄭捷事件的發生，因此案發後三天，該項創意裝置湧入了許多祭悼與祈福留言。
然而，適逢2014年將進行九合一選舉的緣故，因此有網友蓄意搭上政治與社會運動話題，在批踢踢實業坊宣告進行計畫性的政治留言洗版，引起民眾撻伐，造成嚴重負面形象。

## 資料來源
1. ↑  陳玄. . 企業服務 (工商時報). 2014年3月9日: A12  [2014年8月20日]. （原始内容存档于2018年7月14日）.
2. ↑  . T客邦. 2013年5月31日  [2014年8月20日]. （原始内容存档于2021年2月28日）.
3. ↑  鍾麗華（Jake Chung）. . 台北時報. 2013年8月29日  [2014年8月20日]. （原始内容存档于2018年7月14日）.
4. ↑  陳怡如; 侯俊偉. . No. 231. 數位時代. 2013年8月13日  [2014年8月20日]. （原始内容存档于2014年8月20日）.
5. ↑  饒偉生. . ETtoday 東森新聞雲. 2013年5月31日  [2014年8月20日]. （原始内容存档于2018年7月14日）.
6. ↑  . 台灣蘋果日報. 2013年5月9日  [2014年8月20日]. （原始内容存档于2015年9月24日）.
7. ↑  . 東森新聞. 2013年6月8日  [2014年8月20日]. （原始内容存档于2020年5月5日）.
8. ↑  陳和琳、陳書賢. . TVBS. 2013年8月17日  [2014年8月20日]. （原始内容存档于2014年8月21日）.
9. ↑  游琁如. . ETtoday 東森新聞雲. 2013年7月8日  [2014年8月20日]. （原始内容存档于2014年8月21日）.
10. ↑  . ETtoday 東森新聞雲. 2013年7月13日  [2014年8月24日]. （原始内容存档于2014年8月26日）.
11. ↑  章忠信. . 著作權筆記. 2013年7月13日  [2014年8月24日]. （原始内容存档于2014年8月26日）.
12. ↑  楊惠琪. . 台灣蘋果日報. 2013年7月13日  [2014年8月24日]. （原始内容存档于2017年9月8日）.
13. ↑  黃麗芸. . 中央通訊社. 2014年6月11日  [2014年8月24日]. （原始内容存档于2016年3月4日）.
14. ↑  葉志明. . 台灣蘋果日報. 2014年5月23日  [2014年8月24日]. （原始内容存档于2015年9月24日）.
15. ↑  黃麗芸. . 中央通訊社. 2014年6月11日  [2014年8月24日]. （原始内容存档于2016年3月4日）.

## 連結
- 官方網站 （页面存档备份，存于）